# Cadillac (Míchigan)
Cadillac es una ciudad ubicada en el condado de Wexford en el estado estadounidense de Míchigan. Es sede del condado de Wexford. En el Censo de 2010 tenía una población de 10355 habitantes y una densidad poblacional de 442,85 personas por km².

## Geografía
Cadillac se encuentra ubicada en las coordenadas 44°15′5″N 85°24′50″O / 44.25139, -85.41389. Según la Oficina del Censo de los Estados Unidos, Cadillac tiene una superficie total de 23.38 km², de la cual 18.55 km² corresponden a tierra firme y (20.65%) 4.83 km² es agua.

## Demografía
Según el censo de 2010, había 10355 personas residiendo en Cadillac. La densidad de población era de 442,85 hab./km². De los 10355 habitantes, Cadillac estaba compuesto por el 95.63% blancos, el 0.51% eran afroamericanos, el 0.59% eran amerindios, el 1.02% eran asiáticos, el 0.01% eran isleños del Pacífico, el 0.43% eran de otras razas y el 1.81% pertenecían a dos o más razas. Del total de la población el 1.79% eran hispanos o latinos de cualquier raza.